# レオ・フォン・ケーニッヒ

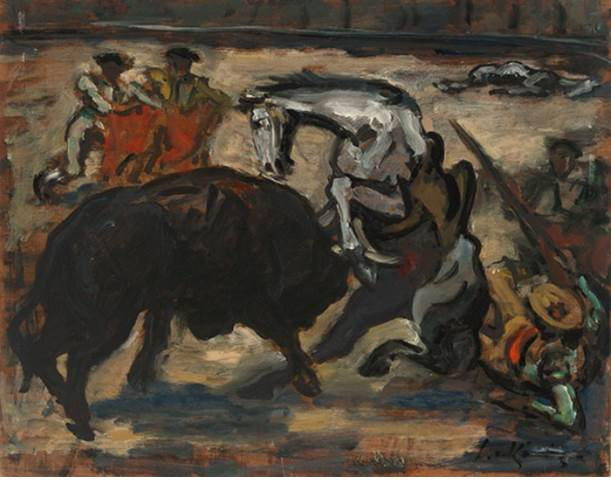
闘牛 (1908)

男爵 レオ・フォン・ケーニッヒ（Leo Freiherr von König、1871年2月28日 - 1944年4月9日）は、ドイツの画家である。ベルリン分離派のメンバーとして活動した。

## 略歴
ニーダーザクセン州のブラウンシュヴァイクで生まれた。騎兵大将などを務めたゲッツ・フォン・ケーニッヒ男爵（Götz Freiherr von König）の息子であった。1889年にベルリン王立アカデミーに入学し、1894年まで学んだ後、パリの私立の美術学校、アカデミー・ジュリアンで1897年まで学んだ。1900年からベルリンで活動した。1907年にアカデミー・ジュリアンで知り合ったフランス人画家のマティルド・タルディフ(Mathilde Tardif: 1872-1929）と結婚し、娘が生まれたが1920年に離婚した 。1909年から姪のイシ・フォン・ケーニッヒ（Ischi von König、本名:Ilse von König: 1891-1973）に絵画を教えた。後に、絵を教えた女性で、多くの肖像画を描いたアンナ・フォン・ケーニッヒ（Anna von König: 1897–1992）と再婚した。
1899年に結成されたベルリン分離派の若手の代表的なメンバーとなり、マックス・リーバーマン（1847–1935）やロヴィス・コリント（1858–1925）、マックス・スレーフォークト（1868–1932）といった印象派の画家たちのスタイルを継承した。ベルリンの工芸学校でエバ・レーマー（Eva Roemer: 1889-1977）のような画家を教えた。
1930年代にヒトラー内閣の科学・教育・文化大臣のベルンハルト・ルストや国民啓蒙・宣伝大臣のヨーゼフ・ゲッベルスやゲッベルスの娘のヘルガとヒルデの肖像画を描いた。ナチス・ドイツ時代を代表する彫刻家のアルノ・ブレーカーとも友人で、1936年のベルリンオリンピックに出展されたブレーカーの彫刻のモデルを務めた。ヒトラーはレオ・フォン・ケーニッヒの作品を好まず、1937年の大ドイツ美術展ではケーニッヒの作品は展示されなかった。 1941年にゲーテ・メダルの受賞候補になったが落選した。
1941年にウィーン美術アカデミーの名誉会員に選ばれた。 1943年にベルリンのケーニッヒのスタジオが爆撃で破壊されたため、バイエルン州のトゥッツィング(Tutzing)に移り、翌年そこで亡くなった。

## 作品

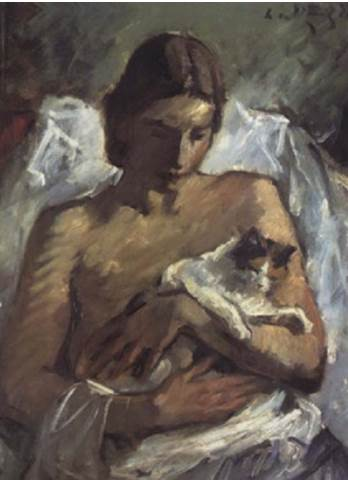
女性像 (1926)
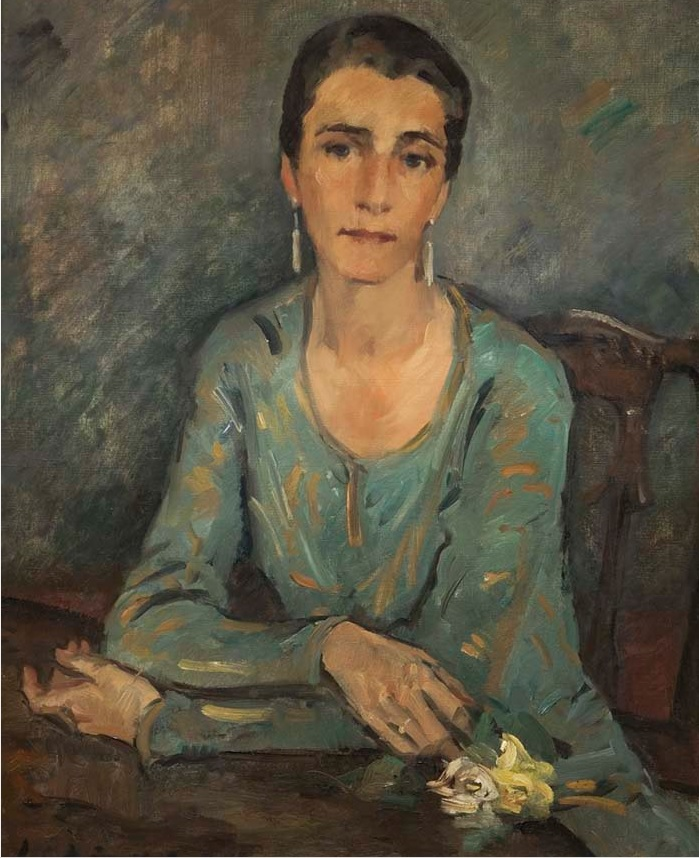
アンナ・フォン・ケーニッヒの肖像
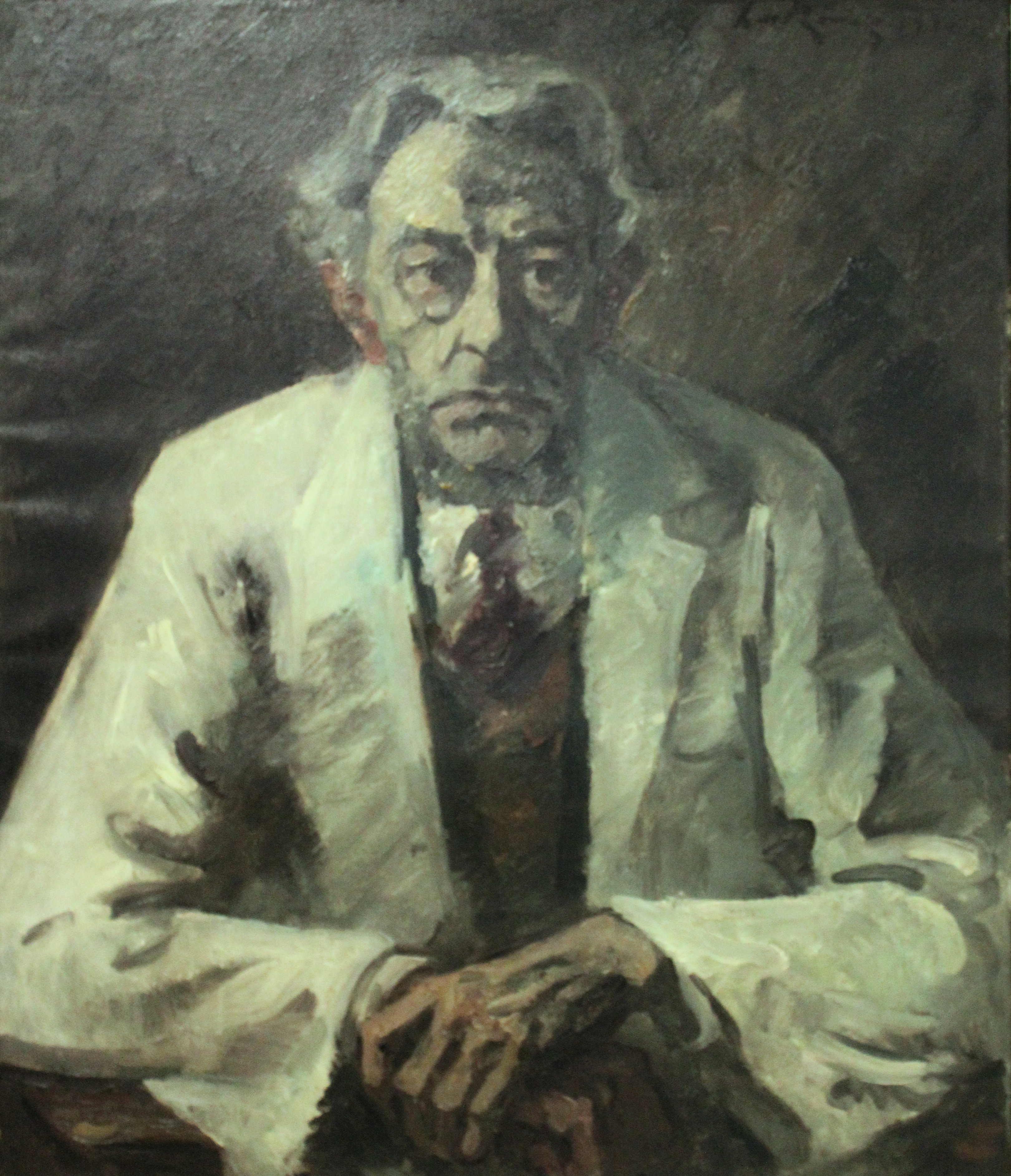
エルンスト・バルラハの肖像画
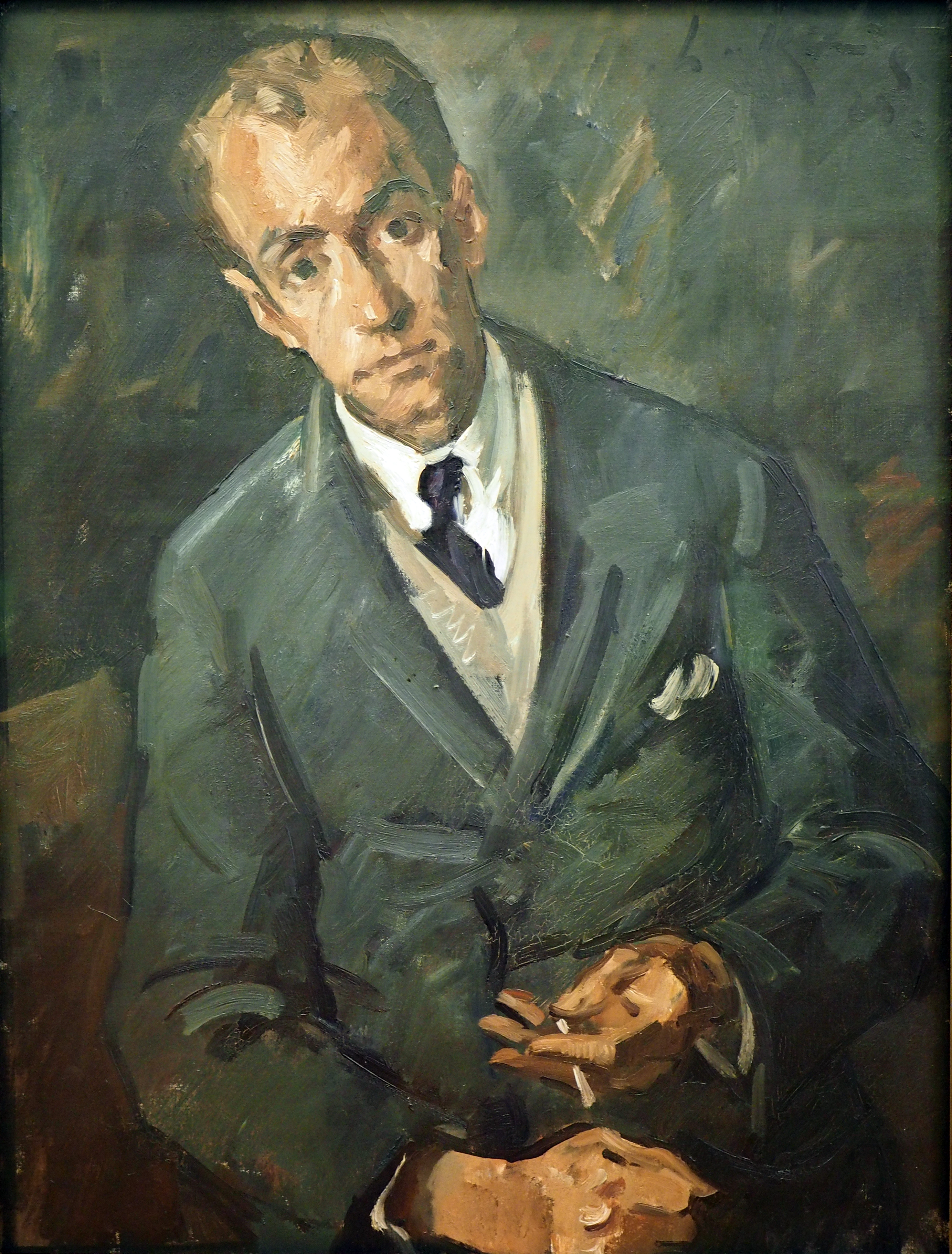
美術史家 Leo Fritz Nemitzの肖像画